# Tremor (Decoder)
Tremor ist ein Vorbis-Audiodecoder der Xiph.Org Foundation. Er verwendet im Gegensatz zur Originalimplementierung libvorbis nur ganze Zahlen, was die Anwendung auf unterschiedlichen CPU-Architekturen ohne FPU (z. B. ARM, MIPS, eingebettete Systeme etc.) ermöglicht.
Die ursprüngliche Vorbis-Implementierung libvorbis ist für MP3-Player und vergleichbare tragbare Geräte ungeeignet, da zum Abspielen ein Co-Prozessor für Gleitkommazahlberechnungen benötigt wird, der auf diesen Geräten meist nicht zur Verfügung steht. Traditionelle Hardware-MP3-Player verwenden entweder einen mit speziellen Befehlen angesteuerten DSP-Chip oder maßgefertigte Chips, die nur MP3 oder WMA und Wave abspielen können. Um aber trotzdem das Abspielen von Vorbis-codierter Musik zu ermöglichen und diese Hardware für Vorbis erschließen zu können, wurde mit Tremor ein rein auf ganzen Zahlen basierender Decoder für Vorbis geschaffen.
Ursprünglich wurde Tremor kostenpflichtig angeboten, in der Hoffnung, Hersteller würden sich den Decoder lizenzieren lassen, um ihren Playern Vorbis-Unterstützung hinzuzufügen. Nachdem das nicht der Fall war, da Vorbis noch keine große Verbreitung hatte, entschied man sich im September 2002 dazu, Tremor ebenso wie libvorbis unter einer BSD-artigen Lizenz freizugeben, um so Hardware-Unterstützung für Vorbis zu schaffen und die Popularität des Formats zu steigern.